# Себастьян Кретенуар
Себастьян Кретенуар (фр. Sébastien Crétinoir, нар. 12 лютого 1986, Фор-де-Франс, Мартиніка) — французький і мартинікійський футболіст, півзахисник національної збірної Мартиніки та клубу «Голден Лайон».

## Клубна кар'єра
У дорослому футболі дебютував 2010 року виступами за команду клубу «Клуб Колоніаль», в якій провів три сезони.
До складу клубу «Голден Лайон» приєднався 2013 року.

## Виступи за збірну
2004 року дебютував в офіційних матчах у складі національної збірної Мартиніки.
У складі збірної був учасником розіграшу Золотого кубка КОНКАКАФ 2013 року у США, розіграшу Золотого кубка КОНКАКАФ 2017 року в США.